# Erik Janža
Erik Janža (né le 21 juin 1993 à Murska Sobota en Slovénie), est un footballeur international slovène. Il évolue au poste de défenseur gauche au Górnik Zabrze.

## Biographie

### Carrière en club
Erik Janža est formé dans le club de sa ville natale, le NS Mura.
Le Viktoria de Plzen achète le joueur pour un montant de 750 000 euros le 1er janvier 2017,.

### Carrière internationale
Le joueur passe par la plupart des sélections de jeunes de son pays. Avec les moins de 19 ans, il inscrit un but contre l'Écosse en septembre 2011.
Le 7 juin 2014, il figure pour la première fois sur le banc des remplaçants de l'équipe nationale A, mais sans entrer en jeu, lors d'une rencontre amicale face à l'Argentine (défaite 2-0). Il reçoit finalement sa première sélection en équipe de Slovénie le 18 novembre 2014, lors d'un match amical contre la Colombie, où il joue la première mi-temps (défaite 0-1).
Il est retenu dans la liste des 26 joueurs slovènes du sélectionneur Matjaž Kek pour participer à l'Euro 2024. Le 16 juin 2024, lors du premier match de poules face au Danemark il inscrit le but égalisateur permettant aux siens d'obtenir le match nul. 